# Edmondo Allegra
Edmondo Allegra (ou Edmundo Allegra ou Edmund Allegra ; né en 1889 à Crevacuore, décédé en 1939 ou 1950 en Italie) est un clarinettiste classique italien. Il a créé les trois pièces pour clarinette seule de Stravinsky le 8 novembre 1919 à  Lausanne ainsi que L'Histoire du soldat dans la version pour 3 instruments.

## Biographie
Edmondo Allegra est né en 1889 à Crevacuore et joue de la clarinette dans la fanfare locale. Il travaille comme fabricant de meubles en ville. En 1914, alors qu'Edmondo Allegra a 25 ans, la Première Guerre mondiale éclate. C'est  à cette période qu'il émigre en Suisse. 
De 1916 à 1925, Edmondo Allegra joue comme clarinette solo dans l'orchestre de la Tonhalle de Zurich,.  
Edmondo Allegra est le dédicataire du Concertino op. 48 (1918) de Ferruccio Busoni et d'Élégie (1920). 
Edmundo Allegra est connu également pour avoir reçu des cadences non conventionnelles écrites par Busoni pour les concertos de référence pour clarinette de Mozart et de Weber,.
En mars 1922, il joue la Première Rhapsodie de Claude Debussy avec cette orchestre sous la direction de Volkmar Andreae (1879-1962).

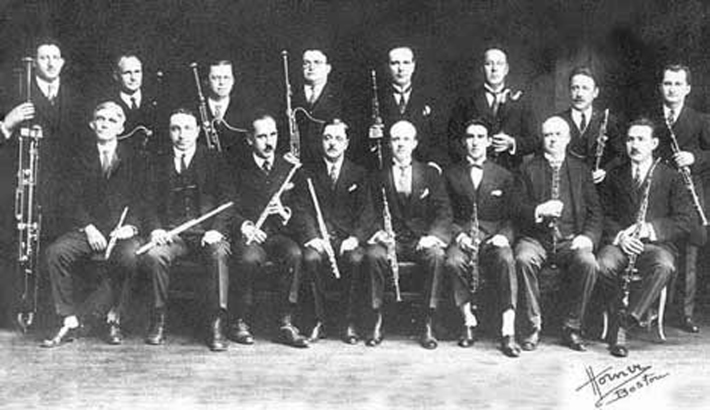
Pupitre des bois du Boston Symphony Orchestra (1925)
1er rang：piccolo / August Battles, flûte / Pat Amerena, flûte / Gaston Bladet, flûte solo / Georges Laurent, hautbois solo / Fernand Gillet, hautbois / Jean de Vergie, hautbois / Henry Horatio Stanislaus, cor anglais / Louis Speyer
2éme rang：contrebasson / Boaz Piller, basson / Fred Bettoney, basson / Raymond Allard, basson / Abdon Laus, clarinette / Edmond Allegra, clarinette basse / Paul Mimart, clarinette / Augusto Vannini, clarinette / Emilio Arcieri

De 1925 à 1933, il joue à divers postes de clarinette au Boston Symphony Orchestra,. Il joue notamment de la petite clarinette en mi bémol de 1926 à 1933 et sera au côté de Paul Mimart à la clarinette basse, frère cadet de Prosper Mimart. 
Il revient alors à l'orchestre de la Tonhalle.
En 1950, il retourne en Italie.
Edmondo Allegra jouait sur des clarinettes en système Boehm.

## Autres
- Gavin Bryars : Allegrasco (for solo clarinet and piano or ensemble), 1983[9]